# Tom Peters
Thomas J. Peters (Baltimore, 7 de novembro de 1942) é um escritor e economista americano especializado em práticas de gestão de negócios, mais conhecido pelo livro In Search of Excellence (em coautoria com Robert H. Waterman Jr.).

## Biografia
Fez a escola secundária na Severn School e a universidade na Cornell University, tendo-se graduado em engenharia civil em 1965, e obtendo um mestrado em 1966. De seguida, Peters estudou gestão na Stanford Business School, obtendo o seu MBA e doutoramento (PhD). Em 2004, também recebeu um doutoramento honorário da Universidade de Gestão de Moscovo.
De 1966 a 1970, Peters serviu na Marinha Norte-Americana. De 1973 a 74, trabalhou na Casa Branca, na Administração Nixon, como consultor em abuso de substâncias (drogas).
De 1974 a 1981, Peters trabalhou como consultor de gestão na McKinsey & Company, chegando a partner e líder de práticas organizacionais efectivas em 1979, após o qual, em 1981, Peters passou a consultor independente.
É um guru da gerência de negócios, de 1970 até o presente. Seu primeiro grande livro (em coautoria com Robert Waterman  "Em Busca da Excelência" - editado em português como "Vencendo a Crise" foi um inesperado sucesso editorial. Seu combate incansável contra a imobilidade e falta de paixão no trabalho o levaram a ser radicalmente a favor a inovação, contra o kaizen (ou melhoria contínua), e a considerar o incrementalismo como o maior inimigo da inovação. Temas como a Destruição Criativa e a descontinuidade são ícones de seu alerta contra a predominância da mutabilidade dos mercados sobre a intenção de "continuidade" que é presumida pela maior parte das empresas. Imaginação e Paixão são recomendados em abundância para um mundo altamente competitivo. Atuando da perspectiva de um ativista sexagenário, ele tenta ferir mortalmente a engrenagem burocrática que vê envenenando o mundo dos negócios,  - resíduo do modelo racionalista, mas sua luta continua, tendo o ponto de exclamação (!) como logotipo.
Tom Peters, guru de administração de empresas e co-autor de In Search of Excellence, gostava de dizer que era capaz de entrar numa empresa e em 15 minutos diagnosticar se os empregados estão satisfeitos ou não.

## Trabalhos
- 1982 – In Search of Excellence (co-written with Robert H. Waterman, Jr.)
- 1985 – A Passion for Excellence (co-written with Nancy Austin)
- 1987 – Thriving on Chaos
- 1992 – Liberation Management
- 1994 – The Tom Peters Seminar: Crazy Times Call for Crazy Organizations
- 1994 – The Pursuit of WOW!
- 1997 – The Circle of Innovation: You Can't Shrink Your Way to Greatness
- 1999 - The Reinventing Work Series 50List Books
- 1999 – The Brand You 50: Or: Fifty Ways to Transform Yourself from an "Employee" into a Brand That Shouts Distinction, Commitment, and Passion! (Reinventing Work Series) ISBN 978-0375407727
- 1999 - The Project50: Fifty Ways to Transform Every "Task" into a Project That Matters! (Reinventing Work Series) ISBN 978-0375407734
- 1999 - The Professional Service Firm50: Fifty Ways to Transform Your "Department" into a Professional Service Firm Whose Trademarks are Passion and Innovation! (Reinventing Work Series) ISBN 978-0375407710
- 2003 – Re-imagine! Business Excellence in a Disruptive Age
- 2005 – Talent
- 2005 – Leadership
- 2005 – Design
- 2005 – Trends (co-written with Martha Barletta)
- 2010 – The Little Big Things: 163 Ways to Pursue Excellence
- 2018 - The Excellence Dividend: Meeting the Tech Tide with Work That Wows and Jobs That Last